# Santeri Heiskanen
Santeri Heiskanen, född 13 april 1977 i Helsingfors, är en finländsk före detta ishockeyspelare och nuvarande tränare.
Heiskanen, som var back, spelade även som anfallare tidigare i sin karriär, bland annat under säsongen 1997/1998 i HIFK och i Pelicans säsongen 2005/2006.

## Spelarkarriär
Heiskanen inledde sin professionella karriär i Kiekko-Espoos J20-lag under säsongen 1993/1994 och fick redan säsongen 1995/1996 förtroendet att spela i a-laget i FM-ligan. Efter sin debut i FM-liga flyttade Heiskanen till Helsingfors och HIFK där han gjorde 31 FM-ligamatcher och två poäng. Han slog sig även in i Finlands juniorlandslag och spelade sex landskamper i JVM i Boston 1996. Med HIFK vann Heiskanen FM-ligan 1998 och kom tvåa året därefter. 
Under säsongen 1999/2000 bytte Heiskanen klubbadress till lokalkonkurrenten Jokerit, för att sedan under säsongen 2001/2002 flytta till Sverige och AIK. I AIK-tröjan blev det 22 matcher innan Heiskanen gick till Allsvenska IF Björklöven. I Umeåklubben stannade Heiskanen under två säsonger och det blev bland annat Elitseriekval under säsongen 2001.
Till säsongen 2003/2004 återvände Heiskanen till Lahtisklubben Pelicans, först som try-out, som senare blev till ett permanent 1+1-årskontrakt. Han valdes till assisterande kapten i Pelicans under säsongen 2004/2005 men säsongen avslutades i förtid i november på grund av en knäskada.
Heiskanen återvände till Esbo Blues i augusti 2006, och skrev ett 1+1-årigt kontrakt med klubben, vilket senare förlängdes med ytterligare ett år  och till sist fram till år 2011. I september 2011 meddelade Heiskanen att han avslutar sin karriär som spelare och inleder sin tränarkarriär som huvudtränare i Jokerits J18-lag.
Inför säsongen 2012/2013 anslöt Heiskanen till den helfinska tränarstaben i det ryska KHL-laget Avangard Omsk som assisterande tränare.

## Spelarstatistik
| 1996–97         | HIFK            | FM-ligan          | 31  | 0  | 2  | 2  | 12  | –  | – | –  | –  | –  |
| 1997–98         | HIFK            | FM-ligan          | 24  | 2  | 2  | 4  | 39  | –  | – | –  | –  | –  |
| 1998–99         | HIFK            | FM-ligan          | 24  | 0  | 0  | 0  | 34  | 10 | 1 | 1  | 2  | 4  |
| 1999–00         | HIFK            | FM-ligan          | 33  | 0  | 2  | 2  | 20  | –  | – | –  | –  | –  |
| 1999–00         | Jokerit         | FM-ligan          | 17  | 2  | 5  | 7  | 14  | 11 | 2 | 1  | 3  | 8  |
| 2000–01         | Jokerit         | FM-ligan          | 46  | 0  | 0  | 0  | 59  | 5  | 0 | 0  | 0  | 0  |
| 2001–02         | AIK             | Elitserien        | 22  | 0  | 0  | 0  | 39  | –  | – | –  | –  | –  |
| 2001–02         | IF Björklöven   | Hockeyallsvenskan | 25  | 3  | 6  | 9  | 121 | 7  | 0 | 2  | 2  | 62 |
| 2002–03         | IF Björklöven   | Hockeyallsvenskan | 41  | 0  | 9  | 9  | 130 | 4  | 0 | 1  | 1  | 4  |
| 2003–04         | Pelicans        | FM-ligan          | 55  | 7  | 7  | 14 | 65  | –  | – | –  | –  | –  |
| 2004–05         | Pelicans        | FM-ligan          | 17  | 2  | 2  | 4  | 28  | –  | – | –  | –  | –  |
| 2005–06         | Pelicans        | FM-ligan          | 44  | 1  | 4  | 5  | 133 | –  | – | –  | –  | –  |
| 2006–07         | Esbo Blues      | FM-ligan          | 41  | 2  | 15 | 17 | 61  | 9  | 0 | 1  | 12 | –  |
| 2007–08         | Esbo Blues      | FM-ligan          | 56  | 2  | 10 | 12 | 59  | 17 | 1 | 4  | 5  | 29 |
| 2008–09         | Esbo Blues      | FM-ligan          | 18  | 1  | 1  | 2  | 10  | 14 | 1 | 2  | 3  | 8  |
| 2009–10         | Esbo Blues      | FM-ligan          | 45  | 2  | 13 | 15 | 28  | 3  | 0 | 0  | 0  | 0  |
| 2010–11         | Esbo Blues      | FM-ligan          | 52  | 1  | 2  | 3  | 28  | 18 | 0 | 2  | 2  | 10 |
| FM-ligan totalt | FM-ligan totalt | FM-ligan totalt   | 505 | 22 | 65 | 87 | 590 | 87 | 5 | 11 | 16 | 71 |